# Jordi Pablo Ripollés
Jordi Pablo Ripollés (Vinaròs, Spanje, 1 januari 1990) - alias Pablo - is een gewezen Spaans voetballer die bij voorkeur als middenvelder speelt. Hij verruilde in 2014 La Roda CF voor CD Mirandés.

## Ploegcarrière
Hij startte zijn jeugdopleiding bij de ploeg uit zijn geboortedorp, Vinaròs CF.  Op zestienjarige leeftijd werd hij ontdekt door Villarreal CF.  Tijdens het seizoen 2008-2009 werkte hij enerzijds mee aan de promotie van Villarreal CFB naar de Segunda División A en maakte anderzijds zijn debuut in de Primera División bij de eerste ploeg tijdens de met 0-2 verloren gegane thuiswedstrijd tegen Málaga CF en de daaropvolgende UEFA Champions League-wedstrijd tegen Arsenal FC, die ook verloren ging met 0-3. Pablo mocht meedoen vanwege een blessure van Santi Cazorla.
Op het einde van de maand juli 2009 tekende hij een vierjarig contract bij Málaga CF met de mogelijkheid voor Villarreal CF om hem tijdens de eerste drie seizoenen van het contract terug in te lijven.  Op het einde van de voorbereidingsfase van het seizoen 2009-2010 viel de speler echter uit door een knieblessure opgedaan tijdens de oefenwedstrijd tegen Levante UD.  Dit hield hem het volledige seizoen aan de zijkant.
Om hem meer spelgelegenheid te geven, leende de ploeg hem voor het seizoen 2010-2011 uit aan het in Segunda División A spelend FC Cartagena. De geschiedenis herhaalde zich want tijdens zijn eerste optreden tijdens de oefenwedstrijd tegen Lorca Deportiva werd een overtreding gemaakt op de speler en miste hij zo het grootste gedeelte van de heenronde.
Villarreal maakte gebruik van de terugroep clausule uit het contract met Málaga CF en zo keerde de speler terug en werd voor het seizoen 2011-2012 ingedeeld in de B-ploeg die uitkwam in de Segunda División A.  In januari 2012 maakt hij de overstap naar Madrid bij Atlético Madrid B, een ploeg die op dat moment actief was in de Segunda División B. Ook daar kreeg hij geen speeltijd.
Daarom stapte hij voor het seizoen 2012-2013 over naar reeksgenoot La Roda CF.  De ploeg kon behoud zelf niet bewerkstelligen, maar bleef degradatie bespaard door financiële problemen van een andere ploeg.  In het totaal zou hij er twee seizoen blijven als een van de basisspelers.
Zijn prestaties vielen op bij CD Mirandés, een ploeg die op dat moment actief was in de Segunda División A.  Hij tekende een contract voor het seizoen 2014-2015.
Na een seizoen zou hij echter terugkeren naar de Segunda División B, bij UD Socuéllamos.  De ploeg zou een mooie derde plaats afdwingen, wat hen toegang tot de playoff.  De promotie werd echter niet afgedwongen.
Tijdens het seizoen 2016-2017 keerde hij terug naar reeksgenoot La Roda CF.  Hij zou maar twee officiële wedstrijden spelen en toen de ploeg zijn behoud niet kon afdwingen, betekende dit het einde van zijn loopbaan.

## Selectie nationale ploeg
Hij speelde bij verschillende jeugdploegen van de Spaanse nationale ploeg, Spanje -15, Spanje -16, Spanje -17 en Spanje -19.
Bij de selectie van Spanje-17 werd hij vice-wereldkampioen.  Tijdens dit kampioenschap georganiseerd in Zuid-Korea speelde hij vier wedstrijden, scoorde hij twee doelpunten in de openingswedstrijd van Spanje tegen Honduras en maakte de gelijkmaker tegen Frankrijk tijdens de kwartfinale.  Evenwel miste hij halve finale en de finale wegens een verstuiking.
Bij de selectie van Spanje-19 was hij aanvoerder tijdens het wereldkampioenschap georganiseerd in Oekraïne. Spanje werd hierop uitgeschakeld in de groepsfase.